# Taruik Fatubesi
Der Taruik Fatubesi (kurz Fatubesi) ist ein Berg in Osttimor mit einer Höhe von 221 m. Er befindet sich im Süden der Aldeia Lotan (Sucos Batugade), südöstlich des Dorfes Lotan Mota Sorin. Im Westen schirmt der Taruik Ratrameak (147 m) den Berg vom Fluss Morak ab, einem Quellfluss des Leometik. Die Straße von Lotan Mota Sorin nach Haliren verläuft zwischen den beiden Bergen. Im Nordosten erhebt sich der Foho Lotan (419 m).